# Tylodesmus viabilis
Tylodesmus viabilis är en mångfotingart som beskrevs av Chamberlin 1952. Tylodesmus viabilis ingår i släktet Tylodesmus och familjen Chelodesmidae. Inga underarter finns listade i Catalogue of Life.